# Carla Bruni (album)
Carla Bruni è il sesto album in studio della cantante italo-francese Carla Bruni, pubblicato il 9 ottobre 2020 su etichetta discografica Teorema Records, parte della famiglia della Universal Music France.

## Tracce
1. Quelque chose – 2:46
2. Un secret – 2:23
3. Rien que l'extase – 3:22
4. Un grand amour – 2:57
5. Le petit guépard – 2:58
6. Your Lady – 3:12
7. Partir dans la nuit – 2:40
8. Les séparés – 3:41
9. Comme si c'était hier – 2:52
10. La chambre vide – 2:13
11. Un ange – 2:40
12. Voglio l'amore (feat. Valeria Bruni Tedeschi) – 3:08
13. Le garçon triste – 2:55

Tracce bonus dell'edizione deluxe
1. Porque te vas – 2:21
2. Le petit guépard (Rework) – 2:51
3. Un ange (Farber Session) – 2:47
4. La mort des amants – 2:45

## Classifiche
| Classifica (2020) | Posizione massima |
| ----------------- | ----------------- |
| Austria           | 58                |
| Belgio (Fiandre)  | 73                |
| Belgio (Vallonia) | 15                |
| Francia           | 12                |
| Germania          | 41                |
| Spagna            | 95                |
| Svizzera          | 26                |